# 138丁目-グランド・コンコース駅
138丁目-グランド・コンコース駅（138ちょうめ-グランド・コンコースえき、英: 138th Street–Grand Concourse）はブロンクス区モット・ヘイブンの東138丁目とグランド・コンコースの交差点に位置するニューヨーク市地下鉄IRTジェローム・アベニュー線の駅。4系統がラッシュ時混雑方向を除く終日、5系統が深夜を除く終日停車する。

## 駅構造
| G          | 地上階                     | 出入口 |
| M          | 改札階                     | 改札口、駅員詰所、メトロカード自動券売機 |
| P ホーム階 | 相対式ホーム、右側扉が開く | 相対式ホーム、右側扉が開く |
| P ホーム階 | 北行緩行線                 | ← ウッドローン駅行き（ジェローム・アベニュー線149丁目-グランド・コンコース駅） ← イーストチェスター-ダイアー・アベニュー駅行き（ホワイト・プレーンズ・ロード線149丁目-グランド・コンコース駅） ← ラッシュ時のみ：ネレイド・アベニュー駅行き（ホワイト・プレーンズ・ロード線149丁目-グランド・コンコース駅） |
| P ホーム階 | 急行線                     | ← ラッシュ時：通過 → |
| P ホーム階 | 南行緩行線                 | → クラウン・ハイツ-ユーティカ・アベニュー駅行き（125丁目駅）→ 深夜帯：ニューロッツ・アベニュー駅行き（125丁目駅）→ 平日：フラットブッシュ・アベニュー-ブルックリン・カレッジ駅行き（125丁目駅）→ 週末：ボウリング・グリーン駅行き（125丁目駅）→                                                             |
| P ホーム階 | 相対式ホーム、右側扉が開く | |

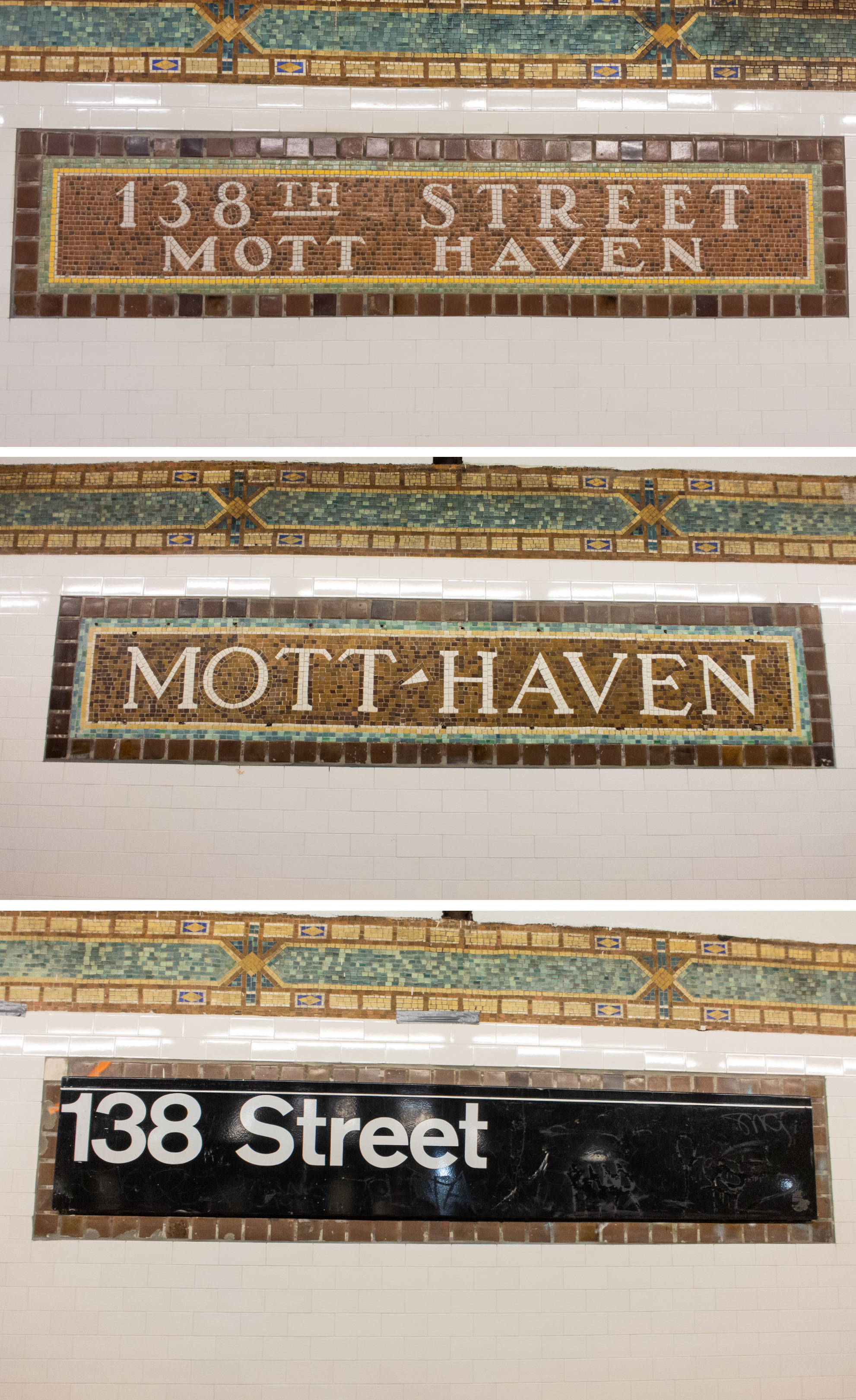
駅名標各種

駅はジェローム・アベニュー線最後の延伸である1918年7月17日の149丁目-グランド・コンコース駅からの延伸と同時にモット・ヘイブン・アベニュー駅 (Mott Haven Avenue) として開業した。このため当駅はジェローム・アベニュー線内において最も新しい駅となっている。この3ヶ月前にはキングスブリッジ・ロード駅 - ウッドローン駅間が延伸開業している。相対式ホーム2面と緩行線2線・急行線1線を有した2面3線の地下駅で、中央の急行線はラッシュ時混雑方向の4系統が走行している。
ホーム柱は南行ホームのみタイル張りとなっている。また、2019年から翌2020年にかけて改修工事が行われた。
ジェローム・アベニュー線最南端の駅となっており、駅南側ではハーレム川を潜り急行線が緩行線へ合流、更にIRTペラム線も合流しIRTレキシントン・アベニュー線となり125丁目駅に入る。北側では緩行線が二手に分かれており、内側の線路は急行線とともに北へ向かい149丁目-グランド・コンコース駅のジェローム・アベニュー線側ホームに入る。分岐した外側線路は一度西へ曲がり更に東へ曲がってIRTホワイト・プレーンズ・ロード線に合流し149丁目-グランド・コンコース駅のホワイト・プレーンズ・ロード線側ホームに入る。4系統は内側線路を通りジェローム・アベニュー線を進み、5系統は外側線路へ分岐してホワイト・プレーンズ・ロード線へ向かっている。

### 出入口
改札口は改札階に1箇所あり、ホームから2つの階段が接続している。改札口には回転式改札機ときっぷ売り場があり、ここから東138丁目とグランド・コンコースの交差点北東へ階段が1つ、同交差点北側へ階段が2つ接続している。